# Ковзанярський спорт на зимових Олімпійських іграх 2022 — кваліфікація
У змаганнях з ковзанярського спорту на зимових Олімпійських іграх 2022 року зможуть взяти участь 166 спортсменів, що змагатимуться в чотирнадцяти дисциплінах. Кожну країну зможуть представляти не більш як 9 чоловіків і 9 жінок.

## Правила кваліфікації
Відбір на Олімпійські ігри здійснюється за результатами чотирьох етапів Кубка світу 2021-2022. За результатами кваліфікації путівки одержать 166 ковзанярів (83 чоловіки та 83 жінки), що виконали кваліфікаційні критерії. Якщо за підсумками відбіркових стартів не набереться достатньо спортсменів однієї статі, то нерозподілені квоти, що залишилися, перейдуть ковзанярам іншої статі. Попередній список розподілу квот опубліковано 22 грудня 2021 року. У кожній дисципліні НОК можуть представляти щонайбільше троє спортсменів, виняток становлять дисципліни 5000 м (у жінок), 10 000 м і мас-старт, в яких можуть брати участь не більш як два спортсмени від одного НОК.
Спортсмени, які показали мінімальний кваліфікаційний час з 1 липня 2021 року до 16 січня 2022 року, отримають право бути заявленими на зимові Олімпійські ігри 2022 року. Час може бути встановлений на будь-якому змаганні під егідою ISU, а також у рамках національних чемпіонатів та офіційних національних кваліфікаційних відбіркових турнірів на Ігри 2022 року. Для кожної дисципліни встановлено кваліфікаційний час.
Кваліфікаційний період
Спортсменам зараховуються результати, показані на змаганнях, що відбуваються під егідою ISU.
| Змагання                           | Період                        |
| ---------------------------------- | ----------------------------- |
| Етапи Кубка світу 2021-2022        | 12 листопада - 12 грудня 2021 |
| Встановлення кваліфікаційного часу | 1 липня 2021 - 16 січня 2022  |

Вікові обмеження
Для ковзанярів, що відібралися на Ігри, встановлено мінімально дозволений вік. Не зможуть взяти участь у Іграх спортсмени, що народилися після 1 липня 2006 року.

## Країни, що кваліфікувались
22 грудня 2021 року Міжнародний союз ковзанярів опублікував попередній список розподілу ліцензій на Ігри для кожної дистанції та максимальну кількість квот для кожного НОК. НОК зобов'язані проінформувати ISU до 16 січня 2022 року про те, скільки квот вони будуть використовувати, після чого відбудеться або вилучення або перерозподіл квот, поки загальна кількість спортсменів не сягне 166 осіб.
Якщо країна змогла вибороти квоти у всіх дисциплінах, їй дозволяється виставити на Ігри по 9 чоловіків і жінок. Для інших НОК встановлено обмеження 8 ковзанярів кожної статі, що зуміли виконати кваліфікаційні нормативи.
| НОК                        | Чоловіки | Чоловіки | Чоловіки | Чоловіки | Чоловіки | Чоловіки  | Чоловіки | Жінки | Жінки   | Жінки  | Жінки   | Жінки   | Жінки     | Жінки  | Загалом   |
| НОК                        | 500 м    | 1,000 м  | 1500 м   | 5,000 м  | 10,000 м | мас-старт | перес.   | 500 м | 1,000 м | 1500 м | 3,000 м | 5,000 м | мас-старт | перес. | Загалом   |
| -------------------------- | -------- | -------- | -------- | -------- | -------- | --------- | -------- | ----- | ------- | ------ | ------- | ------- | --------- | ------ | --------- |
| Аргентина                  |          |          |          |          |          |           |          | (1)   |         |        |         |         |           |        | 1         |
| Австрія                    |          |          |          |          |          | 1         |          | 1     | 1       |        |         |         |           |        | 3         |
| Бельгія                    |          | 1        | 2        | 1        | 1        | 1         |          | (1)   |         | (1)    |         |         | 1         |        | 7         |
| Білорусь                   | 1        | 1        |          |          |          |           |          | 1     | 2       | 2      | 1       | 1       | 1         | X      | 10        |
| Канада                     | 2        | 3        | 2        | 1        | 2        | 2         | X        | 3     | 2       | 2      | 3       | 2       | 2         | X      | 16        |
| Китай                      | 2        | 2        | 2        |          |          | 1         | X        | 2     | 3       | 3      | 2       | 1       | 2         | X      | 14        |
| Колумбія                   |          |          |          |          |          |           |          |       |         |        |         |         | 1         |        | 1         |
| Чехія                      |          |          |          |          |          |           |          | 1     | 1       | 1      | 2       | 1       | 1         |        | 7         |
| Данія                      |          |          |          | (1)      |          | 2         |          |       |         |        |         |         |           |        | 2         |
| Естонія                    | 1        | 1        |          |          |          |           |          |       |         |        |         |         |           |        | 2         |
| Німеччина                  | 1        | 2        | 2        | 2        | 1        | 1         |          | 1     | (1)     | 1      | (1)     |         | 2         |        | 11        |
| Велика Британія            | (1)      | 1        | 1        |          |          |           |          |       | (1)     | (1)    |         |         |           |        | 3         |
| Італія                     | 2        | 1        | 1        | 3        | 2        | 1         | X        |       |         | 1      | 1       | 1       | 1         |        | 12        |
| Японія                     | 3        | 3        | 3        | 1        | 1        | 1         |          | 3     | 2       | 3      | 2       | 2       | 2         | X      | 15        |
| Казахстан                  | (1)      | 1        | 1        |          |          | 1         |          | 1     | 2       | 2      | 1       |         | 1         |        | 9         |
| Латвія                     |          |          | (1)      |          |          |           |          |       |         |        |         |         |           |        | 1         |
| Нідерланди                 | 3        | 3        | 3        | 3        | 2        | 2         | X        | 3     | 3       | 3      | 3       | 2       | 2         | X      | 18        |
| Нова Зеландія              |          |          | 1        |          |          |           |          |       |         |        |         |         |           |        | 1         |
| Норвегія                   | 2+1      | 2+1      | 3        | 1        |          | 2         | X        | 2     | 1       | 2      | 1       | 1       | 1         | X      | 15        |
| Польща                     | 3        | 1        | (1)      |          |          | 2         |          | 2     | 2       | 2      |         |         | 1         | X      | 11        |
| Олімпійський комітет Росії | 3        | 2        | 2+1      | 3        | 2        | 2         | X        | 3     | 3       | 2      | 2       | 1       | 1         | X      | 16        |
| Румунія                    |          |          |          |          |          |           |          | (1)   |         |        |         |         |           |        | 1         |
| Південна Корея             | 2        | 2        | 1        |          |          | 2         | X        | 1     | 2       |        |         |         | 2         |        | 10        |
| Швеція                     |          |          |          | 1        | 1        |           |          |       |         |        |         |         |           |        | 2         |
| Швейцарія                  |          |          |          | 1        |          | 1         |          |       | (1)     | (1)    |         |         | 1         |        | 3         |
| Китайський Тайбей          |          | (1)      |          |          |          |           |          | 1     | 1       | 1      |         |         |           |        | 4         |
| США                        | 2        | 2        | 2+1      | 2        |          | 2         | X        | 2     | 2       | 2      | (1)     |         | 2         |        | 12        |
| Загалом: 27 НОК            | 30       | 30       | 30       | 20       | 12       | 24        | 8        | 30    | 30      | 30     | 20      | 12      | 24        | 8      | (207)/166 |